# Міжхребцевий диск

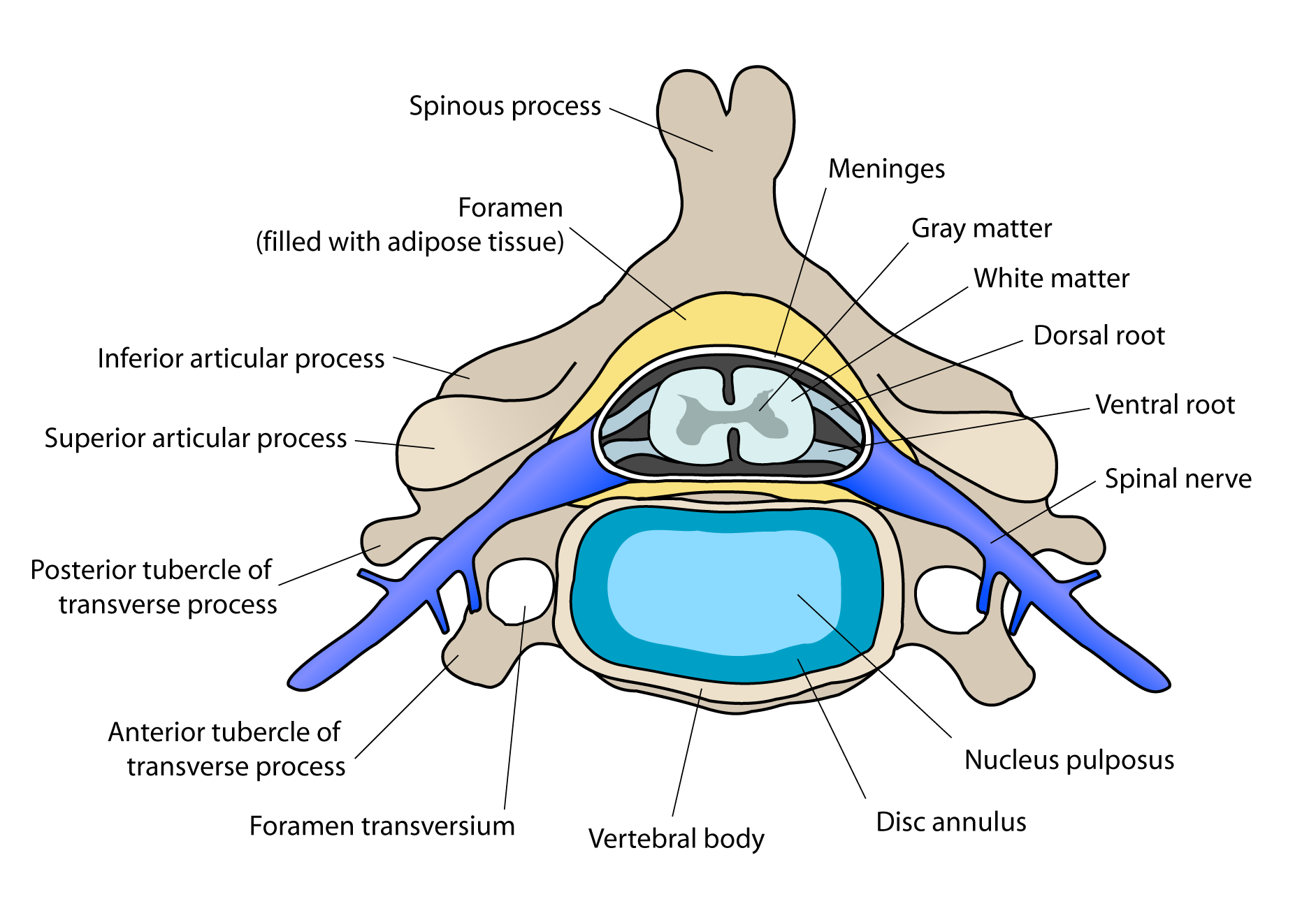
Шийний хребець з міжхребцевим диском

Міжхребцевий диск (лат. discus intervertebralis) — еластичне волокнистохрящове з'єднання між хребцями. Диск складається на 80% із води та на 20% із м'якої тканини.
Міжхребцевий диск належить до хрящових з'єднань кісток (так званий симфіз), подібно до міжлобкового диску лобкового симфізу. Міжхребцевий симфіз відрізняється від волокнисто хрящового диску справжнього суглоба (див. суглобовий диск).
У хребті людини налічують 23 міжхребцевих диски. Їхня кількість в інших ссавців залежить від кількості хребців. Між черепом і першим шийним хребцем (атлантом), як і між першим і другим шийними хребцями (осьовий хребець), міжхребцеві диски відсутні. Міжхребцеві диски становлять приблизно 25 % загальної довжини хребта.

## Анатомія
Міжхребцеві диски утворені з двох частин:
- Зовнішнє фіброзне кільце (anulus fibrosus)
- Внутрішнє пульпозне ядро (nucleus pulposus)

Фіброзне кільце складається з сполучнотканинних колагенових волокон (зовнішня зона), що розміщені по кругу і в центральній частині поступово переходять у волокнистий хрящ (внутрішня зона). Сполучнотканинні волокна щільно прикріплюються до тіл хребців.
Пульпозне ядро — бідна на клітини желеподібна тканина з високим вмістом води. Воно виконує роль амортизатора при ходьбі, бігу, стрибках. Пульпозне ядро є залишком хорди. Якщо желеподібна речовина виходить за межі пошкодженого фіброзного кільця, то розвивається міжхребцева грижа.
Міжхребцеві диски містять відносно значну кількість рідини. При стискуванні дисків частина рідини вичавлюється. Цей процес є фізіологічним і його не слід плутати з патологічним виходом рідини при міжхребцевій грижі. Тому зріст людини протягом дня може зменшуватися на 1-3 см. У лежачому положенні міжхребцеві диски знову всмоктують рідину подібно до губки. Вичавлювання і всмоктування — єдиний шлях постачання поживних речовин у міжхребцеві диски, оскільки з 20-річного віку з закінченням росту тут не міститься кровоносних судин.

## Клінічне значення
При нахилі хребта вперед в задній частині міжхребцевих дисків виникає дуже сильна розгинальна сила м'яза-випрямляча хребта. Це призводить до локального навантаженна на задню частину фіброзного кільця і в подальшому до утворення розриву. З цього можна зробити висновок, що тривале згорблене положення тіла може бути причиною послаблення міжхребцевих дисків, а тривале витягування при фізіотерапії успішно мобілізує сполучнотканинні структури суглоба.
При спирані на спинку стільця міжхребцеві диски не пошкоджуються, однак це шкодить заднім пластинкам хребців.
Прогресування пошкодження фіброзного кільця може призвести до грижі міжхребцевого диска, велику роль при цьому відіграє генетична схильність.
Зношування міжхребцевих дисків і сусідніх хребців називається остеохондрозом.